# NGC 4846
NGC 4846 ist eine Balken-Spiralgalaxie mit aktivem Galaxienkern vom Hubble-Typ SBbc im Sternbild der Jagdhunde am Nordsternhimmel. Sie ist schätzungsweise 205 Millionen Lichtjahre von der Milchstraße entfernt und hat einen Durchmesser von etwa 80.000 Lichtjahren. Gemeinsam mit NGC 4914 und NGC 4868 bildet sie die kleine Galaxiengruppe LGG 319.

Im selben Himmelsareal befinden sich u. a. die Galaxien IC 3904, IC 3914, IC 3940, IC 3967.
Die Typ-IIn-Supernova SN 2008ip wurde hier beobachtet.
Das Objekt wurde am 11. März 1831 von John Herschel entdeckt.